# Otto Leichter
Otto Leichter (Beč, 22. veljače 1897. – New York, SAD, 14. veljače 1973.) je bio austrijski socijalist, novinar i autor. Pisao je pod pseudonimima i kodnim imenima: Heinrich Berger, Konrad Huber, Konrad, Stefan Mahler, Pertinax, Wiener, Georg Wieser.

## Životopis
Pohađao je bečku gimnaziju Wasagasse. Studirao je pravo na bečkom sveučilištu. 1920. promoviran je u dr. iu. Suosnivač je društava socijaldemokratskih studenata i akademika (od 1925.: Verband Sozialistischer Studenten Österreichs, VSStÖ) i član Socijaldemokratske stranke Austrije.
Oženio se za znanstvenicu Käthe Leichter koja se bavila društvenim znanostima. Supruga mu je nakon dužeg zatočeništva ubijena 1942. u sabirnom logoru u Ravensbrücku u Bernburgu na Sali. U braku s Käthe imao je dvoje sinova, obojica su postali odvjetnici. 
Otto Leichter se 1943. oženio za obiteljsku terapeutkinju Elsu Kolari.
Od 1919. do 1934. pisao je za austrijski časopis Der Kampf oko kojeg su se okupljali austromarksisti. Od 1925. do 1934. surađivao je s bečkim Arbeiter-Zeitungom, središnjim organom Socijaldemokratske stranke.
Ishod austrijskog građanskog rata veljače 1934. doveo je do zabrane austrijske socijaldemokratske stranke, a Leichter je morao u emigraciju. U emigraciji je osnovao tiskovnu službu, radi izvješćivanja svjetske javnosti o stanju u Austriji. Rujna 1934. vratio se u Austriju radi sudjelovanja na tajnoj konferenciji koja se održala u Beču, a koju su održali austrijski revolucionarni socijalisti koji su djelovali u podzemlju. Konferencija je bila tajna jer je bila ilegalna u Schuschniggovoj diktaturi. 1936. izvijestio je anonimno u jednom letku o socijalističkom procesu.
Kad je Njemačka pripojila Austriju ožujka 1938. izbjegao je Otto Leichter u Bruxelles, gdje je bio jednim od osnivača inozemnog zastupstva austrijskih socijalista (Auslandsvertretung der österreichischen Sozialisten, AVOES) a koji je vodio Joseph Buttinger. Nakon smrti Otta Bauera srpnja 1938. u Parizu, AVOES ga je stavio na mjestu urednika časopisa Der Sozialistische Kampf. Nakon što je izbio drugi svjetski rat, kratko je vrijeme bio interniran u na stadionu u Colombesu. 1939. postao je članom Auslandsvertretung der Freien Gewerkschaften Österreichs, inozemnog zastupstva slobodnih sindikata Austrije.
1940. pobjegao je pred Wehrmachtom koji je bio pred Parizom u Montauban u južnu Francusku, a odandje u New York. Nakon što je 1942. raspušten AVOES postao je član organizacije sljednice AVOESa Austrian Labor Committees (ALC) i ondje je bio suizdavač Austrian Labor Information.
Nakon rata vratio se na godinu dana u Beč, gdje je među ostalim radio za bečku radničku komoru i obnovio časopis Arbeit und Wirtschaft. Bio je član Socijalističke stranke Austrije (SPÖ). Bio je vodeći proponent Rezolucije 44 (Resolution der Vierundvierzig), koja je na stranačkom kongresu 1947. trebala inicirati skretanje ulijevo. Nakon što je rezolucija odbijena (80 prema 395 glasova), otišao je u političko zaleđe zajedno sa skupinom drugih austrosocijalista kao što su Julius Deutsch, Friedrich Adler und Julius Braunthal koji nakon te promjene više nisu mogli stupiti u stranku. Razočaran politikom SPÖ-a vratio se u New York. Ondje je bio dopisnik Arbeiter-Zeitunga koji se opet pojavio 1945. i ostalih europskih novina.
Početkom 1950-ih napravio je ured Deutsche Presse-Agentur pri UN-u. Bio je dopisnik DPA pri UN-u od 1957. do 1971. Od 1967. do 1973. bio je predsjednik fonda Daga Hammarskjölda UN-ovih dopisnika i predsjedavajući nadzobrnog odbora Zaklade Dag-Hammarskjöld-Stiftung.
1970. dobio je Magradu Grada Beča za publicistiku. 1972. godine dobio je publicističku nagradu "Dr. Karl Renner" koju dodjeljuje Austrijski novinarski klub.
Grob Otta Leichtera nalazi se u Krematoriju Simmering u Beču.